# Bujurquina zamorensis
Bujurquina zamorensis är en fiskart som först beskrevs av Regan, 1905.  Bujurquina zamorensis ingår i släktet Bujurquina och familjen Cichlidae. Inga underarter finns listade.